# Народный писатель Киргизской Республики
Народный писатель Киргизской Республики (кирг. Кыргыз Республикасынын эл жазуучусу) — почётное звание Киргизской Республики, которого удостаиваются писатели, драматурги и литературоведы  за особые заслуги в развитии отечественной литературы. 20 июня 1968 года Указом Президиума Верховного Совета Киргизской ССР было учреждено звание «Народный писатель Киргизской ССР», которое после распада СССР было заменено званием «Народный писатель Киргизской Республики». В соответствии со ст. 28 Закона КР «О почётных званиях и почётной грамоте Кыргызской Республики», принятого Законодательным собранием Жогорку Кенеша КР 23 декабря 1999 года и вступившим в силу со дня опубликования в газете «Эркин Тоо» («Свободные горы») от 21 января 2000 года № 7-8, почётное звание «Народный писатель Киргизской Республики» присваивается не ранее чем через 5 лет лицам, имеющим почётное звание «Заслуженный деятель культуры Киргизской Республики».

## Народные писатели Кыргызской Республики
Звания «Народный писатель Кыргызской Республики» были удостоены:
- Акматов, Казат Акматович
- Джусупов, Кенеш